# Oniken
Oniken est un jeu d'action et de plateforme à défilement horizontal développé et édité par le studio indépendant brésilien JoyMasher pour Microsoft Windows, OS X et Linux. Le jeu est sorti mondialement pour Microsoft Windows le 21 juin 2012 et pour OS X et Linux en novembre 2012. En août 2012 les développeurs ont annoncé que le jeu a été accepté sur Steam Greenlight,,,.